# والریانو لوننسی
والریانو لوننسی (به ایتالیایی: Valeriano) یک منطقهٔ مسکونی در ایتالیا است که در وتزانو لیگوره واقع شده‌است. والریانو لوننسی ۵۰۰ نفر جمعیت دارد و ۲۷۱ متر بالاتر از سطح دریا واقع شده‌است.